# Andrejs Upīts
Andrejs Upīts (russisch Андрей Мартынович Упит / Andrei Martynowitsch Upit; wiss. Transliteration Andrej Martynovič Upit), geb. am 4. Dezember 1877, gest. am 17. November 1970, war ein lettischer Schriftsteller, Kritiker und Literaturwissenschaftler. Als Vertreter des Sozialistischen Realismus wird Upīts der „lettische Gorki“ genannt. Sein Schaffen umfasst alle Hauptgattungen der Literatur.

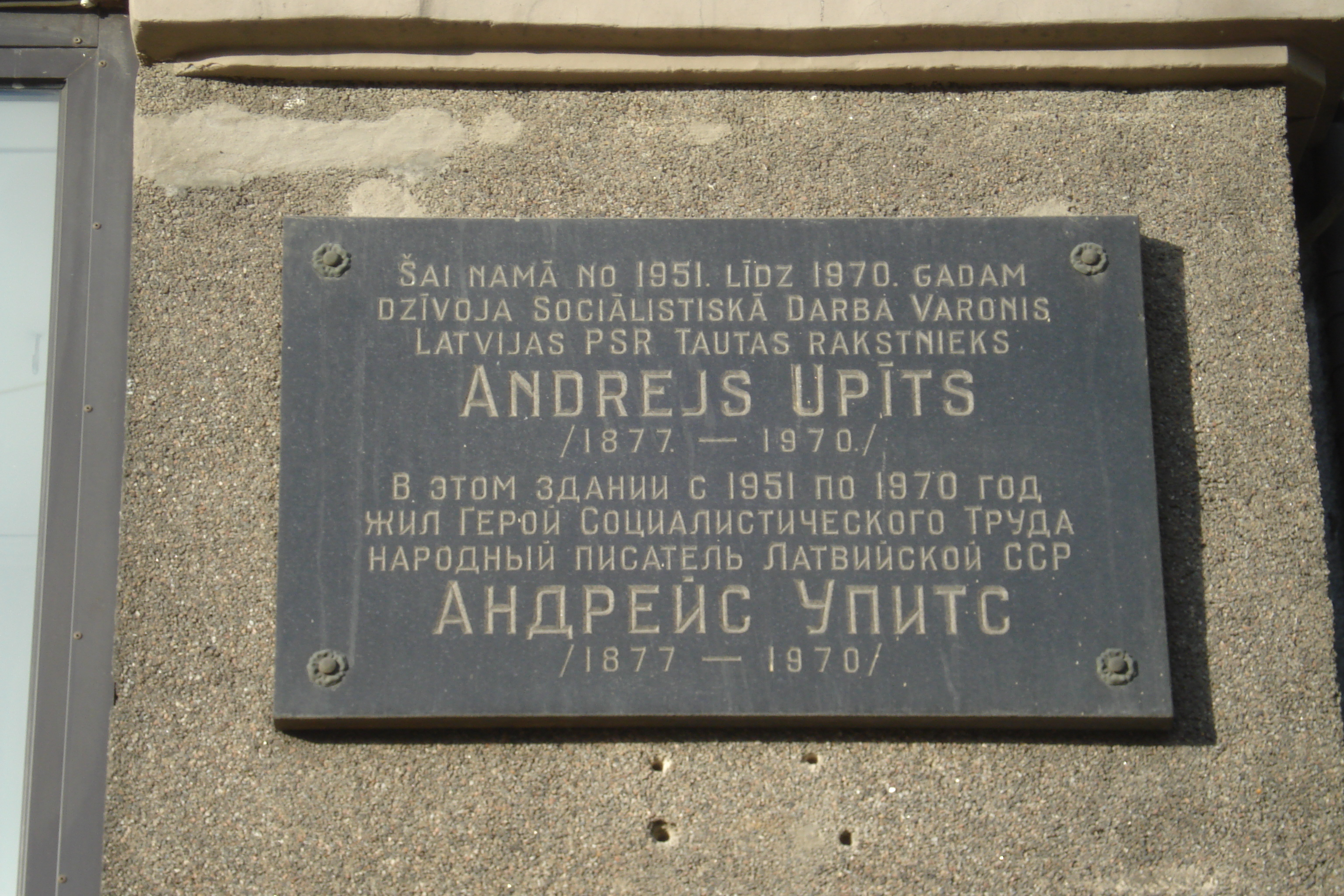
Gedenktafel am Haus Brīvības iela 38 in Riga, wo der Schriftsteller seine letzten Lebensjahre verbrachte: „In diesem Haus wohnte von 1951 bis 1970 der Held der Sozialistischen Arbeit, der Volksschriftsteller der Lettischen SSR, Andrejs Upīts (1877–1970)“

## Leben und Wirken
Andrejs Upits gehörte zu den ersten Mitgliedern der Lettischen Akademie der Wissenschaften. Seine Romane zeigen den Einfluss Leo Tolstois und fanden Aufnahme in die russische Buchreihe Bibliothek der Weltliteratur  im Verlag Chudoschestwennaja literatura.

## Bibliographie
Romane
- Pilsoņi (Die Bürger, 1907)
- Jauni avoti (Neue Quellen, 1909)
- Sieviete (Eine Frau, 1910)
- Zīda tīklā (1912, dt. Titel: In seidenen Netzen, aus dem Russischen von Marie Jacob, Rudolstadt: Greifenverlag, 1956)
- Pēdējais latvietis (Der letzte Lette, 1913)
- Zelts (Gold, 1914)
- Renegāti (Die Renegaten, 1915)
- Ziemeļa vējš (Nordwind, 1921)
- Pērkona pievārtē (Im Vorhof des Donners, 1922)
- Pa varavīksnes tiltu (Über die Regenbogenbrücke, 1926)
- Zem naglota papēža (Unter genageltem Absatz, 1928)
- Jāņa Robežnieka pārnākšana (Die Rückkehr des Jānis Robežnieks, 1932)
- Jāņa Robežnieka nāve (Der Tod des Jānis Robežnieks, 1933)
- Vecās ēnas (Die alten Schatten, 1934)
- Smaidoša lapa. Manas dzīves romāns (Ein lächelndes Blatt. Der Roman meines Lebens, Riga: Zelta grauds, 1937)
- Pirmā nakts (Die erste Nacht, Teil 1 der Tetralogie Laikmetu griežos, 1937)
- Māsas Ģertrūdes noslēpums (Schwester Gertruds Geheimnis, Riga 1939)
- Laikmetu griežos (An der Zeitenwende, Tetralogie, 1940)
- Sūnu ciema zēni (Die Moosdorf-Jungs, 1940; Kinderbuch)
- Zaļā zeme (Das grüne Land, 1945)
- Plaisa mākoņos (Ein Riss in den Wolken, 1951)

Novellenbände
- Mazas komēdijas (Kleine Komödien, 1909)
- Mazas komēdijas II (Kleine Komödien Band 2, 1910)
- Nemiers (Unrast, 1912)
- Darba laikā (Bei der Arbeit, 1915)
- Atkusnī (Im Tauwetter, 1919)
- Vēju kauja (Kampf der Winde, 1920)
- Skaidas atvarā (Späne im Strudel, 1921)
- Aiz paradīzes vārtiem (Hinter dem Tor des Paradieses, 1922)
- Metamorfozas (Metamorphosen, 1923)
- Kailā dzīvība (Das nackte Leben, 1926); die Erzählung Klemensa Perjē nāve aus diesem Band erschien in einer Übersetzung aus dem Russischen von Harry Burck unter dem Titel Der Tod des Clément Périer in der Anthologie „Unter dem Flügel eines Vogels. Lettische Erzählungen aus neun Jahrzehnten“ (Berlin 1978)
- Stāsti par mācītājiem (Geschichten über Pfarrer, 1930)
- Noveles (Novellen, 1943)

Dramen
- Dzimumdienas rītā (Am Morgen des Geburtstags, Einakter, 1905)
- Amazones (Die Amazonen, 1909)
- Pārcilvēki (Übermenschen, Dramatisierung von Novellen, 1909)
- Ragana (Die Hexe, Einakter, 1910)
- Balss un atbalss (Stimme und Widerhall, Teil 1 einer Trilogie, 1911)
- Viens un daudzie (Einer und viele, Teil 2 einer Trilogie, 1914)
- Nanniņa (Nännchen, 1915)
- Saule un tvaiks (Sonne und Dunst, Teil 3 einer Trilogie, 1918)
- Salauzta sirds (Ein gebrochenes Herz, 1921)
- Peldētāja Zuzanna (Die Schwimmerin Susanne, 1922)
- Laimes lācis (Der Glücksbär, 1923)
- Privātīpašums (Privatbesitz, 1923)
- Atraitnes vīrs (Der Gatte der Witwe, 1925)
- Kaijas lidojums (Der Flug der Möwe, 1925)
- Mirabo (Mirabeau, 1926)
- Cēloņi un sekas (Ursachen und Wirkungen, Novellen-Dramatisierung, 1927)
- Vesela miesa (Ein gesunder Leib, 1928)
- 1905 ([Die Revolution von] 1905, 1929)
- Apburtais loks (Teufelskreis, 1929)
- Žanna d'Arka (1930, dt. Ausgabe: Jeanne d'Arc. Tragödie in vier Akten (zwölf Bildern). Aus dem Lettischen übersetzt von Oskar Grosberg, Riga 1934)
- Šodien lillā! (Heute lila!, 1930)
- Ziedošais tuksnesis (Die blühende Wüste, 1930)
- Stāsti par mācītājiem (Geschichten über Pfarrer, Novellen-Dramatisierung, 1932)
- Ziņģu Ješkas uzvara (Singe-Jeschkas Sieg, 1933)
- Spartaks (Spartakus, 1943)
- Dziesmotā jūgā (Im Joch unter Liedern, 1946)
- Spuldzes maisā (Glühlampen im Sack, 1948)
- Zaļā zeme (Das grüne Land, Dramatisierung des Romans, 1948)

Lyrik
- Mazas drāmas (Kleine Dramen, 1911)
- Fabulas bez morāles (Fabeln ohne Moral, 1924)

Literaturwissenschaftliche Werke
- Studijas un kritikas (Studien und Kritiken, 1910/11)
- Proletāriskā māksla (Proletarische Kunst, 1920)
- Latvijas jaunākā rakstniecības vēsture 1885-1920 (Geschichte der neueren lettischen Literatur 1885–1920, 1921)
- Pasaules rakstniecības vēsture (Geschichte der Weltliteratur, mit R. Egle, 4 Bde., 1930–34)
- Romāna vēsture (Geschichte des Romans, Bd. 1, 1941)
- Ceļā uz sociālistisko reālismu (Auf dem Weg zum sozialistischen Realismus, 1951)
- Latviešu literatūra (Lettische Literatur, Bd. 1, 1951)

Werkausgaben
- Rakstu izlase (Ausgewählte Schriften) in zwei Bänden, 1923
- Kopoti raksti (Gesammelte Werke) in 22 Bänden, 1946–1954
- Андрей Упит: Собрание сочинений в 12 томах (Gesammelte Werke in zwölf Bänden, Moskau 1956)